# Eupteryx pavlovskii
Eupteryx pavlovskii är en insektsart som beskrevs av Aleksey A. Zachvatkin 1947. Eupteryx pavlovskii ingår i släktet Eupteryx och familjen dvärgstritar.
Artens utbredningsområde är Iran. Inga underarter finns listade i Catalogue of Life.